# Revver
Revver var en internetbaserad videotjänst som till stora delar liknade Youtube. Skillnaden är att inkomsterna från reklamintäkterna delas lika mellan ägarna och skaparna av innehållet. Revver startades av Steven Starr, Ian Clarke och Oliver Luckett år 2004. Revver ägs sedan februari 2008 av LiveUniverse. Tjänsten lades ner 2011.